# Shot on Location
Shot on Location is een zesdelige televisieserie van VRT en VPRO uit 2013 over de steden die als locatie dienden voor zes speelfilms. De documentaireserie werd gepresenteerd door Tom Barman en bevatte interviews met regisseurs en acteurs.

## Afleveringen
1. Gomorra - Napels
2. Trainspotting - Edinburgh
3. Leaving Las Vegas - Las Vegas
4. Das Leben der Anderen - Berlijn
5. Van God Los - Venlo
6. Bloody Sunday - Londonderry